# Каутс (Индијана)
Каутс (енгл. Kouts) град је у америчкој савезној држави Индијана.

## Демографија
По попису из 2010. године број становника је 1.879, што је 181 (10,7%) становника више него 2000. године.
| Група             | 2000.         | 2010.         |
| Белци             | 1.667 (98,2%) | 1.754 (93,3%) |
| Афроамериканци    | 0 (0,0%)      | 5 (0,3%)      |
| Азијати           | 2 (0,1%)      | 12 (0,6%)     |
| Хиспаноамериканци | 21 (1,2%)     | 96 (5,1%)     |
| Укупно            | 1.698         | 1.879         |